# Randolph Caldecott
Randolph Caldecott (Chester, 22 marzo 1846 – St. Augustine, 12 febbraio 1886) è stato un illustratore britannico.

## Biografia
Nato nel 1846 a Chester, in Inghilterra, iniziò a illustrare delle riviste quando mentre faceva l'impiegato a Whitchurch e Manchester. Agli inizi degli anni settanta dell'Ottocento, grazie all'amico George du Maurier, Caldecott si trasferì a Londra e iniziò a lavorare per riviste quali London Society, Punch e The Graphic. Affinò la sua tecnica grazie a Edward Poynter e Jules Dalou. Nel corso della sua breve vita, terminata nel 1886, quando aveva trentanove anni e si trovava in Florida, divenne un celebre illustratore di libri per ragazzi.